# Hobbitul: Bătălia celor cinci oștiri
Hobbitul: Bătălia celor cinci oștiri (titlu original în engleză: The Hobbit: The Battle of the Five Armies) este un film epic fantastic de aventuri din 2014 regizat de Peter Jackson. Este a treia parte a seriei de filme bazată pe romanul din 1937 Hobbitul de J. R. R. Tolkien. Este precedat de O călătorie neașteptată (2012) și de Dezolarea lui Smaug (2013), trilogia fiind un prequel al seriei Stăpânul inelelor.
Filmul a marcat al șaselea și ultima adaptare a operei lui
Tolkien. Produs de New Line Cinema, Metro-Goldwyn-Mayer și  WingNut Films și distribuit de Warner Bros.
Pictures,  Bătălia celor cinci armate a
fost lansat pe 11 decembrie 2014 în Noua Zeelandă, 12 decembrie 2014 în Marea
Britanie și pe 17 decembrie 2014 în Statele Unite.
Bătalia celor cinci armate a fost un succes, având încasări de peste 955 de milioane de dolari, depășind atât Frăția Inelului cât și Cele două turnuri. Din punctul de vedere al încasărilor este pe locul al doilea în 2014 și pe locul 26 din toate timpurile.

## Rezumat
Bilbo și Gnomii privesc dinspre Muntele Singuratic cum
dragonul Smaug atacă Laketown. Bard 
reușește să evadeze din închisoare, luptă împotriva lui Smaug și în
cele din urmă îl ucide cu săgeata neagră pe care a primit-o de la fiul său, 
Bain. Trupul lui Smaug îl zdrobește pe conducătorul orașului Laketown și pe
acoliții săi, care încercau să fugă cu aurul care aparținea orașului. Bard
devine noul lider al oamenilor din Laketown și caută refugiu în ruinele
orașului Dale, în timp ce Legolas călătorește împreună cu Tauriel ca să
investigheze Muntele Gundabad.Thorin este acum lovit de “boala dragonului” și
caută obsesiv “inima muntelui” care a fost furată de Bilbo în timpul întâlnirii
sale cu Smaug. Bilbo este informat de Balin că ar fi cel mai bine ca “inima
muntelui” să fie ascunsă de Thorin.
Între timp, Galandriel, Elrond și Saruman ajung în Dol
Guldur și îl eliberează pe Gandalf, trimitându-l cu Radagast pentru a fi în
siguranță. După înfrângerea lui Nazgul, Sauron însuși confruntă grupul, însă
Galandriel îl alungă.
Azog mărșăluiește către Erebor cu vasta lui armată de orci
și îl trimite pe Bolg la Gundabad ca să cheme și cea de-a doua armată.
În timp ce Bard și supraviețuitorii din Laketown găsesc
adăpost în Dale, Thranduil ajunge cu armata de elfi, provizii și ajutor și
formează o alianță cu Bard, dorind să solicite un colier din nestemate albe
din Munte. Bard încearcă să negocieze cu Thorin ca să evite un război, însă
gnomul refuză să coopereze. După ce Gandalf ajunge în Dale ca să îl avertizeze
pe Bard și Thranduil despre armata de orci care vor să cucerească și Ereborul,
Bilbo se furișează din Erebor ca să predea “inima muntelui” lui Thranduil și
Bard.
Când armatele lui Bard și Thranduil se adună la porțile
Ereborului, oferindu-se să negocieze “inima muntelui” pentru nestematele lui
Thranduil și aurul din Laketown, Thorin e șocat să afle că “inima muntelui”
este la elfi și aproape îl ucide pe
Bilbo din cauza furiei. După ce Gandalf îl forțează pe Torin să îl elibereze pe
Bilbo, situația se înrăutățește odată cu venirea armatei verișorului lui
Thorin, Dain. O luptă între gnomi, elfi și oameni este iminentă, când brusc
viermi gigantici ies din pământ, lăsând loc armatei lui Azog să iasă din
tuneluri. Cu armata orcilor care depășește numeric armata lui Dain, forțele lui
Thranduil și Bard, împreună cu Gandalf și Bilbo se alătură luptei.
Înăuntrul Ereborului, inițial refuzând să lupte, Thorin are
o halucinație înainte să își revină și să își conducă armata către bătălie. În
timp ce alți gnomi din compania lui Dain se retrag, Thorin călărește către
Ravenhill cu Dwalin, Fili și Kili ca să îl ucidă pe Azog și să forțeze armata
orcilor să se retragă. Între timp, după ce a fost exilată de Thranduil, cu
toate că ea și Legolas l-au avertizat despre armata lui Bolg, Tauriel pleacă
împreună cu Legolas ca să îi avertizeze pe gnomi, fiind urmați de Bilbo care
folosește Inelul pentru a nu fi văzut. Thorin îi trimite pe Fili și Kili să
cerceteze, fără să știe că urmează să fie depășiți de o a doua armată de orci
din Gundabad. Bilbo și elfii ajung prea târziu deoarece Fili este capturat de
orci și ucis de Azog. Kili, care se ascunde sub o stâncă, vede corpul fratelui
său căzând și intră în lupta cu orcii. În timp ce Thorin se luptă cu Azog ca să
răzbune moartea lui Fili, Bolg îl lovește pe Bilbo, care rămâne inconștient, o
copleșește pe Tauriel și apoi îl ucide pe Kili care venise ca să o ajute. După
ce Legolas îl ucide pe Bolg, Radagast și Beom apar pe spatele unor vulturi
uriași și armata orcilor este finalmente distrusă.
Bilbo își revine și află că Azog a fost ucis de Thorin, care
se împacă cu Bilbo înainte să moară din cauza rănilor. La sugestia lui
Thranduil, Legolas pleacă să îl cunoască pe Strider. În timp ce Tauriel îl
jelește pe Kili, Thranduil își mărturisește că dragostea ei pentru Kili a fost
adevărată. Întristați de morțile lui Kili, Fili și Thorin, oamenii din
Laketown, elfii și gnomii îi îngroapă în catacombele Erebor-ului. Ca rezultat,
Dain este încoronat Regele de Sub Munte, cetățenii din Laketown își primesc
bogățiile promise de Thorin și Dain înapoiază elfilor nestematele pe care
regele Thror le furase cu ani în urmă.
În urma acestor evenimente, Bilbo își ia rămas bun de la
membrii rămași ai companiei lui Thorin și călătorește înapoi acasă, în Comitat
împreună cu Gandalf. Ajungând la granițele Comitatului cei doi merg în direcții
diferite, iar Gandalf recunoaște că știe despre inelul lui Bilbo și îl sfătuiește
să nu îl folosească.
Peste
șaizeci de ani, Bilbo este vizitat de Gandalf și aleargă să îl întâmpine,
astfel începând acțiunea din Frăția  Inelului.

## Distribuție
- Martin Freeman și Ian Holm ca Bilbo Baggins[10]
- Ian McKellen ca Gandalf[10]
- Richard Armitage ca Thorin Oakenshield[10]
- Evangeline Lilly ca Tauriel[10]
- Orlando Bloom ca Legolas
- Luke Evans ca Bard
- Lee Pace ca Thranduil[8]
- Graham McTavish ca Dwalin
- Ken Stott ca Balin
- Aidan Turner ca Kíli[8]
- Dean O'Gorman ca Fíli
- Mark Hadlow ca Dori
- Jed Brophy ca Nori
- Adam Brown ca Ori
- John Callen ca Óin
- Peter Hambleton ca Glóin
- William Kircher ca Bifur
- James Nesbitt ca Bofur[8]
- Stephen Hunter ca Bombur
- Cate Blanchett ca Galadriel[10]
- Hugo Weaving ca Elrond
- Christopher Lee ca Saruman
- Sylvester McCoy ca Radagast
- Benedict Cumberbatch ca Smaug și Necromantul[10]
- Manu Bennett ca Azog
- Lawrence Makoare ca Bolg
- Billy Connolly ca Dáin
- Mikael Persbrandt ca Beorn
- Bret McKenzie ca Lindir
- Ryan Gage ca Alfrid
- John Bell ca Bain
- Simon London ca Feren
- Robin Kerr ca Elros